# FN - Nuove Tecnologie e Servizi Avanzati
FN - Nuove Tecnologie e Servizi Avanzati S.p.A. è un'azienda italiana che opera principalmente nel settore della R&S per quanto riguarda lo sviluppo di nuovi materiali (composti ceramici) e nuove tecnologie (celle a combustibile a carbonati fusi), svolgendo anche attività di gestione dei rifiuti radioattivi prodotti durante l'esercizio passato. È un'azienda di proprietà statale, controllata da ENEA al 98,6531%.

## Storia
Nasce il 4 agosto 1967, con ragione sociale "Fabbricazioni Nucleari" e sede a Genova, come joint venture tra General Electric Co., Divisione Energia Nucleare e Ansaldo Meccanico Nucleare (gruppo IRI-Ansaldo) per la produzione di elementi combustibile per centrali nucleari in Italia e all'estero.
Nel 1985 viene acquisita da AGIP Nucleare. Nel 1987, con la chiusura del programma nucleare italiano, l'impianto ha gradualmente diversificato l'attività, specializzandosi in settori ceramici avanzati quali artroprotesi sanitarie (sfere femorali e coppe acetabolari), componenti porosi per celle a combustibile per l'industria, inserti per utensili da taglio e altri prodotti.
Nel 1989 in seguito al referendum abrogativo sull'energia nucleare in Italia, diventa di proprietà di Enea che cambia il settore di attività dell'azienda in quello attuale.
Nel 1995, contestualmente al cambio del nome in “FN Nuove tecnologie e Servizi Avanzati Spa”, in breve “FN Spa”, le attività nucleari dell'impianto sono state fermate. Da allora sono proseguite le attività in campo tecnologico convenzionale ed è stato garantito il mantenimento in sicurezza delle strutture a tutela della popolazione e dell'ambiente.

## Impianto di Bosco Marengo
Nell'impianto di Bosco Marengo (AL) è stato prodotto combustibile nucleare dal 1973 al 1995. Si trattava del secondo sito di produzione del combustibile nucleare unitamente a quello di Saluggia in provincia di Vercelli.
A partire dal 1996 FN spa si attiva per lo smantellamento dell'impianto: nel 2001 entrano a far parte del Consorzio SICN, SOGIN, Enea e FN SpA, e viene presentata nel 2003 l'istanza di disattivazione dell'impianto.
La parte di stabilimento utilizzata prima della conversione delle attività di FN, nel 2005, diviene di proprietà di SOGIN, assorbendo la parte nucleare del personale FN, con l'obiettivo di realizzare la bonifica ambientale del sito. 
Nel 2008 è stato approvato, dal Ministero dello Sviluppo Economico, su parere dell'Autorità di sicurezza nucleare (ISPRA), il decreto per lo smantellamento definitivo dell'impianto. Nello stesso anno, è stato finalizzato il contratto per la bonifica ambientale dell'impianto e sono iniziate le attività di bonifica del sito.
Le operazioni di bonifica ambientale che SOGIN ha realizzato nell'impianto Fabbricazioni Nucleari di Bosco Marengo, hanno riguardato lo smantellamento e la decontaminazione ad umido e meccanica delle apparecchiature per la produzione del combustibile nucleare. Nel 2009 Sogin ha completato lo smantellamento del ciclo produttivo. Nel 2011 la Società ha avviato i lavori di smantellamento dei sistemi di ventilazione e dei servizi ausiliari che concluderanno le attività di bonifica ambientale del sito. Bosco Marengo sarà il primo impianto nucleare italiano nel quale Sogin terminerà le attività di bonifica.
I rifiuti provenienti dall'esercizio e dalle attività di bonifica dell'impianto, una volta terminati i lavori, opportunamente trattati e immobilizzati, saranno stoccati in sicurezza all'interno di un adeguato deposito, in vista del loro trasferimento al Deposito Nazionale. Nell'impianto, quando sono state fermate le attività di fabbricazione, vi erano stoccate circa 112 tonnellate di combustibile nucleare. Il materiale è stato tutto allontanato e trasferito all'estero. L'ultimo trasporto è avvenuto nel novembre 2006.